# October (album)
October je drugi album irske rock skupine U2, ki je izšel leta 1981 pri založbi Island Records. Tematika albuma je verska, navdihnilo ga je članstvo treh članov U2, Bona, Evansa in Mullena, v krščanski skupini z imenom Shalom Fellowship.

## Seznam pesmi
1. »Gloria« – 4:14
2. »I Fall Down« –  3:39
3. »I Threw a Brick Through a Window« – 4:54
4. »Rejoice« – 3:37
5. »Fire« – 3:51
6. »Tomorrow« – 4:39
7. »October« – 2:21
8. »With a Shout (Jerusalem)« – 4:02
9. »Stranger in a Strange Land« – 3:56
10. »Scarlet« – 2:53
11. »Is That All?« – 2:59